# Gunnar Persson (tränare)
Bo Gunnar Persson, född 24 augusti 1958 i Hille församling i Gävleborgs län, är en svensk före detta ishockeyspelare som tidigare har spelat för Brynäs IF. Från säsongen 1990/1991 har Persson arbetat som tränare, och varit huvudtränare för bland annat Brynäs IF, Linköping HC. Från säsongen 2013/2014 är Persson assisterande tränare i Rögle BK.

## Biografi
Den 2 maj 2010 blev det klart att Persson blev ny assisterande tränare i AIK Ishockey i Elitserien. Tillsammans med Roger Melin (som är huvudtränare i AIK Ishockey) blev de två samma par som i Elitserien 1998/1999, då paret coachade Brynäs IF till SM-guld.

## Tränaruppdrag
- AIK Ishockey (2010/2011–2011/2012) (assisterande tränare)
- Borås HC (2007/2008)
- Linköpings HC (2006/2007)
- Rögle BK (2004/2005–2005/2006, 2008/2009–2009/2010, 2013/2014–)
- Brynäs IF (1997/1998-2002/2003, assisterande tränare) (2003/2004)